# Varèse Sarabande
EMI är ett amerikanskt skivbolag grundat 1972, och specialiserat på filmmusik och inspelningar av musikaler. Skivbolagets namn härstammar från den franska kompositören Edgard Varèse, kombinerat med benämningen på den spanska dansen saraband.